# Sue Sylvester
Susan « Sue » Sylvester est un des personnages principaux et la principale antagoniste de la série télévisée américaine Glee, interprétée par Jane Lynch et doublée en français par Josiane Pinson. Elle est apparue dans le premier épisode de Glee, L'effet Glee. Sue a été développée par les créateurs de Glee, Ryan Murphy, Brad Falchuk et Ian Brennan. 
C'est la directrice et entraîneuse des Cheerios, l'équipe de pom-pom girls du lycée William-McKinley. Inflexible, cruelle et ambitieuse, Sue exerce une influence déterminante dans toute l'école : c'est un tyran impitoyable pour les étudiants et les membres du corps enseignant. Elle est prête à tout pour arriver à ses fins. Son équipe de Cheerios est en compétition avec le Glee Club à cause du financement limité du lycée William McKinley ; de ce fait, elle utilisera Quinn Fabray, Santana Lopez et Brittany Pierce pour détruire le Glee Club.

## Saison 1
Sue se prétend fille de deux riches et célèbres chasseurs de nazis. Elle est née au Panama. Son enfance est marquée par l'admiration qu'elle possède pour sa sœur Jean, qui souffre du syndrome de Down ; ce n'est qu'au moment où celle-ci commence à être brimée par les autres enfants qu'elle prend conscience de ce que signifie son handicap. Après avoir prié en vain pendant très longtemps pour que la situation de Jean s'améliore, Sue, dépitée, perd tout sentiment religieux. Elle ne cessera néanmoins de protéger et s'occuper de sa sœur tout au long de leurs vies. 
Dès son plus jeune âge, elle idolâtre Madonna, au point de vouloir imiter sa coiffure ; malheureusement, elle et sa sœur tentent une coloration expérimentale (composée de produits ménagers et de Napalm). Les dégâts faits au cuir chevelu de Sue sont permanents; ses cheveux tombent au-delà d'une certaine longueur. Depuis ce jour, elle entretient une haine féroce contre les personnes qui ont de beaux cheveux (comme Will Schuester). Elle affirme avoir participé à une expédition militaire dans les Malouines, et même avoir euthanasiée sa mère (alors que celle-ci fera son apparition lorsque Sue organisera son mariage avec « elle-même » (voir l'épisode 2x8 Mariages). D'après Will, elle a obtenu son certificat d'aptitude à l'enseignement sur Internet.
Peu avant la saison 1, Sue est devenue le professeur le plus en vue du lycée William-McKinley en entraînant férocement ses Cheerios jusqu'à accumuler les victoires aux compétitions nationales et internationales ; c'est son club qui fait la bonne réputation du lycée et rapporte le plus d'argent, d'autant que l'équipe de football de Ken Tanaka enchaîne les défaites et que la chorale, n'a plus sa gloire d'antan depuis que Sandy Ryerson la dirige. Sue n'hésite pas à accaparer petit à petit le budget de l'école, au point que même la salle des professeurs se voit supprimer sa machine à café. Haïe mais crainte, Sue fait mine d'entretenir des relations amicales avec ses collègues tout en cherchant à les écraser par sa réussite professionnelle.
Tout au long de la saison 1 de Glee, Sue fait de nombreuses tentatives de sabotage de la chorale dirigée par Will Schuester. Elle dit aux membres de son équipe de cheerleaders, les Cheerios de s'introduire chez les New Directions, pour détruire le Glee Club de l'intérieur, et essaye aussi de piquer la meilleure chanteuse du Glee Club; Rachel Berry. Sue est nommée codirectrice des New Directions par le Principal Figgins, mais ses manœuvres pour retourner les membres du Glee Club contre Will Schuester échouent. Dans l'espoir de ruiner les chances des New Directions de gagner aux Communales, Sue donne la liste des chansons des New Directions aux autres concurrents. Les New Directions gagnent en apprenant une nouvelle chanson au dernier moment et Sue est suspendue par le Principal Figgins. Elle lui fait du chantage en lui faisant croire qu'ils ont couché ensemble et elle est sélectionnée en tant que juge pour les Régionales. Sue est ridiculisée par les autres juges pour son manque de notoriété et le statut outsider, ce qui lui permet de sympathiser avec les membres du Glee Club. Elle vote pour que les New Directions gagnent et bien qu'ils aient la dernière place, elle fait chanter le Principal Figgins en leur permettant de rester une année de plus.

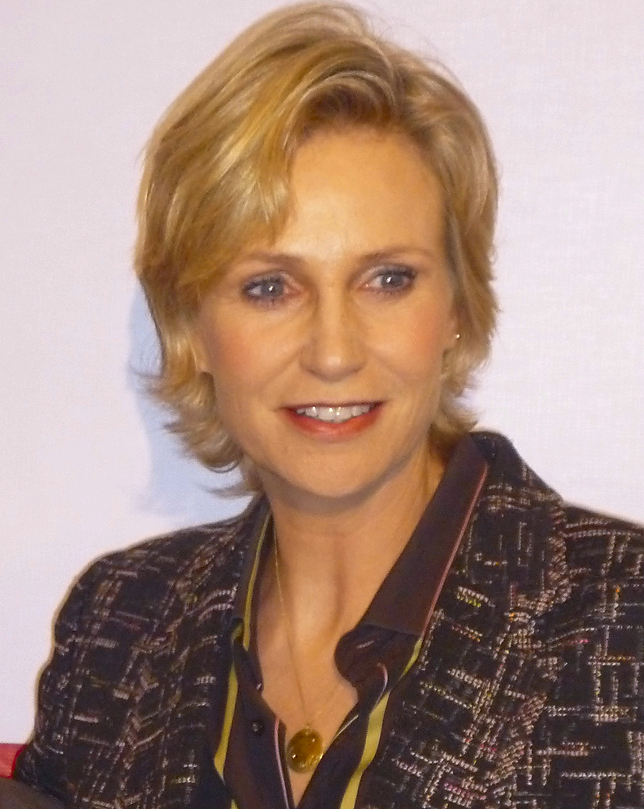
Jane Lynch en 2008.

La vie personnelle de Sue est également explorée au cours de la saison. Elle a une fonction commentatrice sur les nouvelles à la télévision locale, le Coin de Sue, qu'elle utilise pour éditorialiser sur des questions telles que le détritus et le soutien pour le combat. Elle tombe amoureuse d'un présentateur, Remington Rod (Bill A. Jones), mais leur relation naissante vient à une fin abrupte quand elle découvre qu'il couche avec sa coprésentatrice, Andrea Carmichael (Earlene Davis). Dans l'épisode Les chaises musicales, Sue permet à Becky Jackson (Lauren Potter), une étudiante en deuxième année avec le syndrome de Down, de rejoindre les Cheerios. Will se méfie de ses motivations. Il est révélé que Jean, sa sœur aînée (Robin Trocki) a également le syndrome de Down, et vit dans un établissement spécialisé. Sue devient une petite célébrité lorsque Olivia Newton-John l'invite à refaire une vidéo après que celle-ci l'ait vue danser sur son clip Physical. Elle fait dons des bénéfices qu'elle a reçus à l'hôpital où est sa sœur.
Les raisons pour lesquelles Sue cherche à détruire le Glee Club sont diverses : la crainte que sa réussite provoque une diminution de son salaire et de son budget (déjà exorbitants) est la plus importante. Elle voue également une haine irrationnelle envers Will et déteste, d'une manière générale, l'esprit « niais » et « consensuel » de la chorale et de ses membres, qui comptent parmi les élèves les moins populaires du lycée. Elle s'en prend également à la chorale à cause de la coiffure de Will. Sue tente initialement d'étouffer dans la chorale en l'empêchant de recruter le nombre de membres nécessaires pour les Communales. Elle échouera, car trois de ses Cheerios (Quinn Fabray, Santana Lopez et Brittany S.Pierce) rejoignent la chorale, mais proposent spontanément d'y exercer un sabotage. On peut citer de nombreuses autres tentatives : expulser des élèves pour avoir utilisé une photocopieuse réservée aux Cheerios, fermer la chorale pour chorégraphies indécentes, révéler la tension adultérine entre Will et Emma Pillsbury à Terri Delmonico pour le pousser à bout, etc.

### Solo ou solo avec les New Directions ou autres
- Vogue (Madonna) (choristes : Kurt Hummel et Mercedes Jones)

### Duo/trio/quatuor et + ou duo/trio/quatuor et + avec les New Directions ou autres
- Sing, Sing, Sing (With a Swing) (Louis Prima)  avec Will Schuester
- Physical (Olivia Newton-John)  avec Olivia Newton-John

## Saison 2
Au début de la saison 2, Sue a formé une trêve avec Will Schuester, et ensemble, ils conspirent contre la nouvelle entraîneuse de football, Shannon Beiste. Lorsque Will vient à regretter ses actions et s'excuse, Sue renouvelle leurs haines. Elle est nommée principale par intérim après que le principal Figgins soit tombé malade par sa faute, mais bien que la commission scolaire soit tellement impressionnée par sa performance et qu'elle va jusqu'à remplacer Figgins, elle démissionne quand ils refusent de faire respecter l'expulsion de Dave Karofsky, un tyran qui avait menacé de tuer « Porcelaine » (surnom de Kurt Hummel). Après que Sue apprend que Rod et Andrea se sont engagés, elle annonce son intention de se marier. Sa mère, Doris (Carol Burnett), une chasseuse de nazis a récemment pris sa retraite, et essaye de se réconcilier avec sa fille mais en vain. Elle critique constamment sa fille, au point que Sue désinvite sa mère au cours de sa cérémonie de mariage. Doris s'en va, Sue et Jean se réconfortent mutuellement.
Sue de plus en plus déçue par les performances des cheerleaders, et dans un effort pour reconquérir son amour pour elle, Sue met au point un nouveau spectacle : mettre Brittany Pierce dans un boulet de canon. Cette dernière, Santana Lopez et Quinn Fabray décident de quitter les cheerleaders, et perdent aux Régionales après avoir remporté le titre national pendant six années consécutives. Sue est nommée perdante de l'année dans un entretien télévisé avec Katie Couric, et son budget est alors réduit. Déprimée, Sue fait un faux suicide et rejoint temporairement le Glee Club. Lorsque ses tentatives pour le faire détruire échouent, Sue décide de devenir l'entraîneur des Aural Intensity, un des concurrents des New Directions aux Régionales, et blesse volontairement leur directeur afin d'obtenir le poste. Sue est furieuse quand Aural Intensity perd contre les New Directions, et frappe de la présentatrice au visage.
Motivée pour détruire le Glee Club, Sue forme une La ligue des bourreaux, qui se compose de l'ancien directeur de la chorale, Sandy Ryerson (Stephen Tobolowsky); l'entraîneur du Glee Club rival Vocal Adrenaline, Dustin Goolsby (Cheyenne Jackson) et l'ex-femme de Will, Terri Delmonico (Jessalyn Gilsig). Leur première mission échoue lorsque Sandy est conquis par une performance de Mercedes Jones. Bouleversée par la mort de Jean à cause d'une pneumonie, Sue se tourne vers Terri, qui a les billets d'avion du Glee Club et change les billets qui sont maintenant en direction de Tripoli au lieu de New York. Elle renvoie également Becky des Cheerios, parce qu'elle lui rappelle sa sœur. Kurt Hummel et Finn Hudson aident Sue à enlever les affaires de Jean et elle accepte d'organiser les funérailles. Tout en parcourant les affaires de Jean, Finn et Kurt découvrent que son film préféré était Charlie et la chocolaterie et ils organisent un enterrement inspiré du film. Au service du bien-assisté aux funérailles, Sue n'arrive pas à lire son éloge après quelques phrases et Will lit le reste pour elle. Le Glee Club chante ensuite Pure Imagination, une chanson du film. Touchée par son soutien, Sue lui raconte qu'il est un bon ami et que cette année elle ne s'en prendra plus au Glee Club et lui raconte l'histoire des billets d'avion. Elle veut que la Maison des Représentants des États-Unis baisse les coûts des soins de santé, car sa sœur avait fait face aux factures très élevées aux cours des dernières années. Elle s'excuse alors auprès de Becky puis la rétablit en tant que membre des Cheerios et elle lui dit qu'elle sera le capitaine de l'équipe l'année prochaine. Comme un dernier acte de réconciliation, Sue demande et reçoit une accolade de Becky.

### Duo/trio/quatuor et + ou duo/trio/quatuor et + avec les New Directions ou autres
- Ohio (Wonderful Town)  avec Doris Sylvester
- This Little Light of Mine (Harry Dixon Loes)  avec Will Schuester (choristes : les patients de la clinique)

## Saison 3
Au début de la saison 3, la campagne de Sue pour le Congrès ne va pas bien. Elle décide de se débarrasser de tous les programmes d'arts dans les écoles, la musique et le théâtre en particulier. La tentative de Will Schuester de poursuivre Sue en justice met en évidence la valeur des arts mais sa tentative échoue et Sue est en hausse dans les sondages.
Elle revient aussi sur sa promesse de laisser la chorale tranquille en ayant de nouveaux cocapitaines, Becky et Santana Lopez et elles sabotent la campagne de recrutement des New Directions. 
Comme Sue continue à promouvoir sa campagne, Will conçoit un plan avec Emma Pillsbury : avoir un concurrent pour Sue. Burt Hummel s'y engage car c'est grâce au Glee Club que Kurt Hummel a pu s'affirmer et qu'il est comme il est, Sue propage de fausses rumeurs sur son adversaire en fournissant de fausses déclarations sur sa vie personnelle à travers ses publicités politiques. Will et Burt essayent de trouver une bonne contre-attaque pour annuler les fausses déclarations, leurs plans sont mis en attente quand ils sont tous informés qu'un autre candidat en dehors d'elle et Burt n'aime pas Sue, il utilise l'équipe de Cheerios plus précisément Santana Lopez pour le fait qu'elle soit lesbienne. Bouleversée par son secret, Santana s'enfuit en larmes. Pour détruire les rumeurs sur Santana, Sue décide de séduire l'admirateur du Coach Beiste, Cooter Menkins pour prouver qu'elle n'est pas lesbienne. Après une élection éprouvante au Congrès, Sue perd finalement contre son adversaire, Burt Hummel. 
Dans l'épisode On My Way, Sue révèle qu'elle est enceinte, tout le monde est choqué. Les médecins révèlent que son enfant est une fille, mais ils mentionnent qu'il y a des anomalies dans le scan. Sue mentionne à Becky qu'elle aura un enfant comme elle, laissant entendre que le bébé peut avoir le syndrome de Down. Elle fera preuve d'une compassion inhabituelle : elle aidera les New Directions pour les Nationales, laisse Quinn Fabray rejoindre les Cheerios et est visiblement bouleversée par la tentative de suicide de Dave Karofsky.

### Duo/trio/quatuor et + ou duo/trio/quatuor et + avec les New Directions ou autres
- Wedding Bell Blues (The 5th Dimension)  avec Shannon Beiste & Emma Pillsbury
- Night Fever (Bee Gees)  avec Blaine Anderson, Joe Hart, Will Schuester (choristes : les New Directions)